# Keith Caldwell
Keith Logan Caldwell (ur. 16 października 1895 w Wellington, zm. 28 listopada 1980 w Auckland) – nowozelandzki as myśliwski z czasów I wojny światowej. Odniósł najwięcej zwycięstw powietrznych ze wszystkich pilotów myśliwskich Nowej Zelandii.

## Służba podczas I wojny światowej
W momencie rozpoczęcia I wojny światowej Keith Caldwell był już pilotem, ale służył w piechocie – terytorialnej obronie nowozelandzkiej. W kwietniu 1916 przybył do Anglii i wstąpił do Royal Flying Corps. Po odbyciu przeszkolenia myśliwskiego, 29 lipca 1916 otrzymał przydział do 8 Squadronu we Francji. Po odniesieniu pierwszego zwycięstwa na samolocie B.E.2d został w listopadzie przeniesiony do 60 Squadronu.
Do września 1917 zestrzelił jeszcze 7 samolotów latając na Nieuporcie 17. Następnie latał na S.E.5a i odniósł na nim 15 września swoje dziewiąte zwycięstwo. Od października 1917 do kwietnia 1918 przebywał w Anglii jako instruktor. Po powrocie do Francji objął dowodzenie 74 Squadronem. Przed końcem wojny Caldwell odniósł jeszcze 16 zwycięstw i przeżył kolizję powietrzną.

## Okres międzywojenny i II wojny światowej
Po wojnie wrócił do Nowej Zelandii, gdzie poślubił siostrę innego asa Frederica Gordona i wiódł spokojne życie farmera, aż do wybuchu II wojny światowej, w czasie której służył w Royal New Zealand Air Force. Dosłużył się stopnia Air Commodore i został odznaczony CBE.